# Evangelische Christuskirche (Meschede)

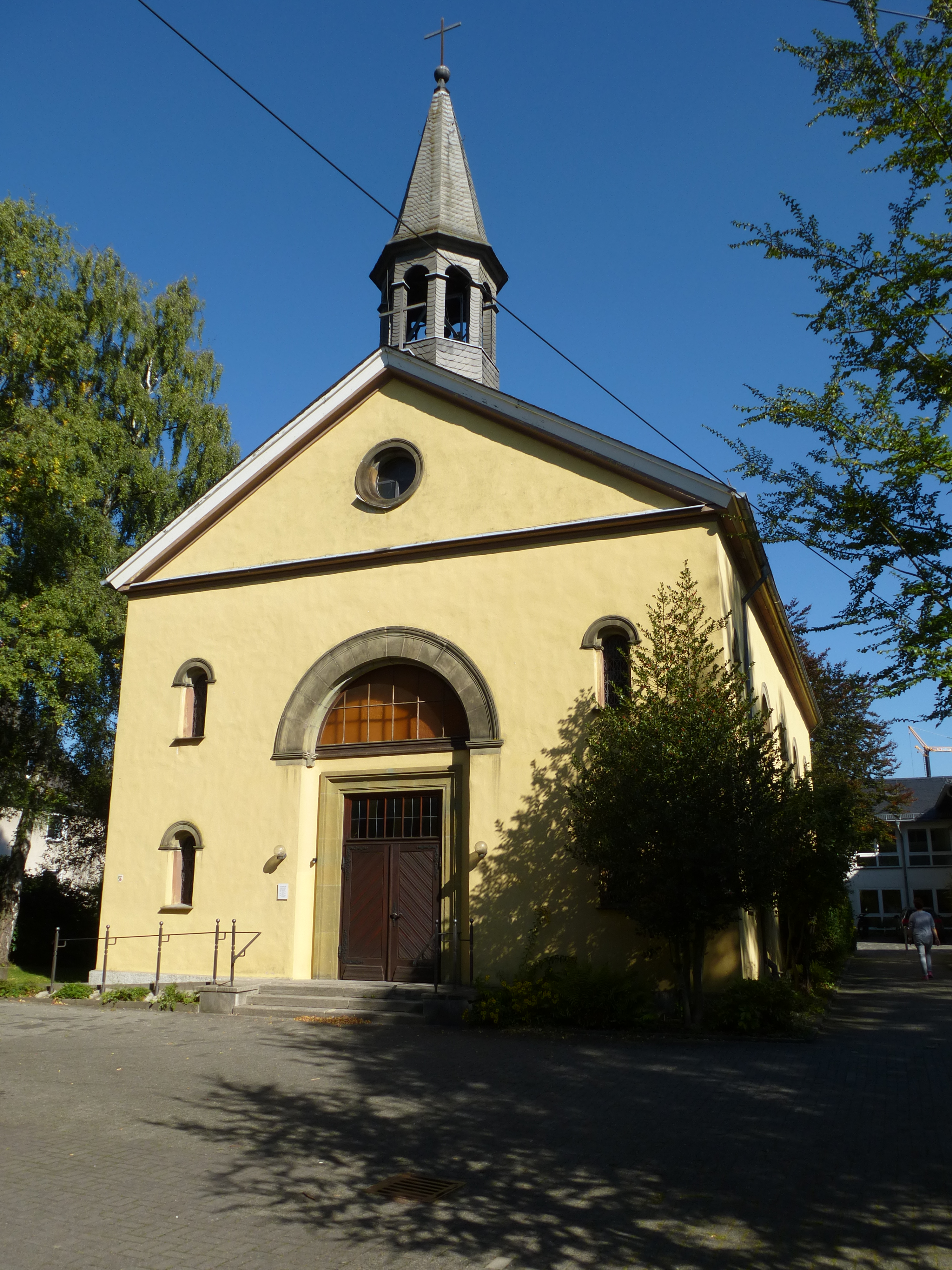
Evangelische Christuskirche in Meschede

Die evangelische Christuskirche ist ein denkmalgeschütztes Kirchengebäude in der Schützenstraße 4 in Meschede im Hochsauerlandkreis (Nordrhein-Westfalen).

## Geschichte und Architektur
Der klassizistische, verputzte Saalbau mit eingezogenem, halbrundem Chor wurde 1839 nach Plänen des Baukondukteurs (Bauleiter) Hoffmann, in Anlehnung an Schinkels Entwurf der Berliner Vorstadtkirchen von 1834 errichtet. Die Portalfront ist übergiebelt. Der Dachreiter wurde 1866 aufgesetzt. Nach dem Zweiten Weltkrieg wurde die durch Kriegseinwirkungen stark mitgenommene Kirche erweitert und neu ausgestaltet.
Der bekannte Maler August Macke wurde in dieser Kirche getauft.